# Митчелл, Джон Кэмерон
Джо́н Кэ́мерон Ми́тчелл (англ. John Cameron Mitchell, род. 21 апреля 1963) — американский актёр, сценарист и режиссёр. Наиболее известен по главной роли в мюзикле «Хедвиг и злосчастный дюйм» и его одноимённой экранизации 2001 года.

## Жизнь и карьера
Джон Кэмерон Митчелл родился в Эль-Пасо, штат Техас, в семье отставного генерал-майора армии США. Его мать родом из Глазго, Шотландия, эмигрировавшая в США как молодая учительница. Он вырос на военных базах в США, Германии и Шотландии. Уже в детстве, обучаясь в католической школе, он проявил интерес к театру.
С 1981 по 1985 год он изучает театр в Северо-западном университете. С 1985 года начинает играть на сценах Бродвея, снимается в эпизодических ролях на телевидении и кино. Номинировался на театральные премии «Драма Деск» и «Obie Award». В 1985 году Митчелл совершил каминг-аут как гей перед близкими.
В 1998 году он написал (вместе с композитором Стивеном Траском) и поставил спектакль-мюзикл «Хедвиг и злосчастный дюйм», получивший престижную театральную премию Obie Award. Три года спустя он снимает на основе своего сценария фильм, который завоевал на кинофестивале «Сандэнс» приз за лучшую режиссуру и был номинирован на «Золотой глобус». После этого успеха Митчелл заинтересовывается съемкой кино. В 2003 году он выступает в качестве продюсера фильма «Проклятие». В 2005 году он снимает клипы для Bright Eyes и Scissor Sisters. В 2006 году выходит фильм Клуб «Shortbus», который получает множество наград на различных международных кинофорумах. В 2010 году выходит его фильм «Кроличья нора».
Джон Кэмерон Митчелл поддержал Международный ЛГБТ-Кинофестиваль «Бок о Бок» и был специальным гостем во время его подпольного показа.

## Фильмография

### Режиссёр
| Год  | Название на русском                         | Оригинальное название           | Примечания                    |
| ---- | ------------------------------------------- | ------------------------------- | ----------------------------- |
| 2001 | Хедвиг и злосчастный дюйм                   | Hedwig and the Angry Inch       |                               |
| 2006 | Клуб «Shortbus»                             | Shortbus                        |                               |
| 2010 | Кроличья нора                               | Rabbit Hole                     |                               |
| 2011 |                                             | Lady Grey London                | Короткометражный фильм        |
| 2011 | L.A.dy Dior                                 |                                 | Короткометражный фильм        |
| 2013 | Сестра Джеки                                | Nurse Jackie                    | эпизод: «Luck of the Drawing» |
| 2013 |                                             | Control Yourself.               | короткометражный фильм        |
| 2015 | Типа счастье                                | Happyish                        | не вышедший пилот             |
| 2017 | Как разговаривать с девушками на вечеринках | How to Talk to Girls at Parties |                               |

### Актёр
| Год       | Название на русском        | Оригинальное название                                      | Роль                    | Примечания                                                 |
| --------- | -------------------------- | ---------------------------------------------------------- | ----------------------- | ---------------------------------------------------------- |
| 1984      | Американский театр         | American Playhouse                                         | Кельвин Фитч            | эпизод: «The Roommate»                                     |
| 1986      | Уравнитель                 | The Equalizer                                              | Эд Донахью              | эпизод: «Unpunished Crimes»                                |
| 1986      | Сплочённые                 | Band of the Hand                                           | Дж. Л.                  |                                                            |
| 1986      | Сумеречная зона            | The Twilight Zone                                          | Том                     | эпизод: «A Day in Beaumont / The Last Defender of Camelot» |
| 1986      | Ещё одна субботняя ночь    | One More Saturday Night                                    | подросток #2            |                                                            |
| 1986      | ABC Специально после школы | ABC Afterschool Specials                                   | друг на остановке       | эпизод: «A Desperate Exit»                                 |
| 1987      | Дети Степфорда             | The Stepford Children                                      | Кенни                   | телевизионный фильм                                        |
| 1987      | Секретный агент Макгайвер  | MacGyver                                                   | Аарон                   | эпизод: «Hell Week»                                        |
| 1987-1990 | Староста класса            | Head of the Class                                          | Манфред                 | 2 эпизода                                                  |
| 1988      |                            | Higher Education                                           | ученик #1               | указан в титрах как Джон Митчелл                           |
| 1988      | Наш дом                    | Our House                                                  | Уилли Гиллис            | эпизод: «Out of Step»                                      |
| 1988      | Дружба в Вене              | A Friendship in Vienna                                     | Томми Лоуберг           | телевизионный фильм                                        |
| 1988      | Кошмары Фредди             | Freddy’s Nightmares: A Nightmare on Elm Street: The Series | Брайан Росс             | эпизод: «It’s a Miserable Life»                            |
| 1989      | Без правил                 | No Holds Barred                                            | мужчина в аудитории     | не указан в титрах                                         |
| 1989      |                            | Misplaced                                                  | Jacek                   |                                                            |
| 1990      | Книга любви                | Book of Love                                               | Флойд                   |                                                            |
| 1990      | Мечтатель из стран Оз      | The Dreamer of Oz: The L. Frank Baum Story                 | Альберт                 | телевизионный фильм                                        |
| 1990      | Учитель номер 109          | Teach 109                                                  | первый андроид          | телевизионный короткометражный фильм                       |
| 1990      | Начало дня                 | Daybreak                                                   | Ленни                   | телевизионный фильм                                        |
| 1993      | Класс 96                   | Class of '96                                               | Хорас                   | эпизод: «See You in September»                             |
| 1993      | Закон и порядок            | Law & Order                                                | Эдди                    | эпизод: «Pride»                                            |
| 1995      | Девушка № 6                | Girl 6                                                     | Роб                     |                                                            |
| 1996      | Тусовщица                  | Party Girl                                                 | Деррик                  | 4 эпизода                                                  |
| 1996      | Дэвид в поиске             | David Searching                                            | мужчина с фруктом       |                                                            |
| 1997      | Ничего святого             | Nothing Sacred                                             | Мэтт Эванс              | эпизод: «Speaking in Tongues»                              |
| 1999      | Я помню                    | I Remember                                                 | Джо                     | короткометражный фильм                                     |
| 2001      | Хедвиг и злосчастный дюйм  | Hedwig and the Angry Inch                                  | Хедвиг                  |                                                            |
| 2006      | Клуб «Shortbus»            | Shortbus                                                   |                         | не указан в титрах                                         |
| 2013-2014 | Девчонки                   | Girls                                                      | Дэвид Пресслер-Гоуингс  | 5 эпизодов                                                 |
| 2016      | Винил                      | Vinyl                                                      | Энди Уорхол             | 3 эпизода                                                  |
| 2016      | Моя школа тонет в море     | My Entire High School Sinking Into the Sea                 | Брент Дэниелс (озвучка) |                                                            |
| 2017      | Хорошая борьба             | The Good Fight                                             | Феликс Стэйплс          | 2 эпизода                                                  |
| 2018      | Моцарт в джунглях          | Mozart in the Jungle                                       | Эгон                    | 4 эпизода                                                  |